# Menahem Begin
Menahem Begin (hebrejsko מנחם בגין), izraelski politik in državnik, * 16. avgust 1913, Brest, Ruski imperij (danes Belorusija), † 9. marec 1992, Tel Aviv, Izrael.
Bil je sin trgovca z lesom, ki je bil privrženec sionizma, zato se je že zgodaj tudi sam vključil v sionistične organizacije. Najprej je bil član judovskih skavtov, s 16. letom je vstopil v organizacijo Betar in v njej hitro napredoval. Zaključil je tudi študij prava na varšavski univerzi, vendar se s pravom ni nikoli ukvarjal.
Po začetku druge svetovne vojne je pobegnil iz Varšave, leta 1940 ga je aretiral sovjetski NKVD in ga zaradi dejstva, da je bil viden sionist, označil za vohuna. Po dogovoru med sovjetsko in poljsko vlado v izgnanstvu leta 1941 je bil izpuščen in se pridružil poljski vojski, s katero je prišel v Palestino. Tam se je naučil angleško in postal prevajalec za britansko vojsko.
V 1940. letih je vodil militantno sionistično skupino Irgun, ki je enako kot Betar gojila idejo o ustanovitvi judovske države. Njegova ideja je bila izvedba terorističnih napadov, ki naj bi ponižali Britance, ki bi jih spodbudili k represivnim ukrepom, zaradi katerih bi se naklonjenost svetovne javnosti obrnila v prid judovski državi. Med 2. svetovno vojno vojno so bile tarča napadov samo vladne stavbe in policijske postaje, po vojni pa so se napadi razširili tudi na vojaške tarče.  Med drugim je organiziral bombni napad na hotel Kralj David v Jeruzalemu 22. julija 1946, kjer je bil sedež zasedbenih oblasti. Napad, v katerem je umrlo 91 ljudi, je bil še desetletja znan kot najsmrtonosnejši teroristični napad 20. stoletja. Zaradi akcij proti britanski oblasti so Britanci nanj razpisali visoko nagrado, ravno tako mu ni bila naklonjena Judovska agencija, ki je boj pripadnikov Irguna smatrala kot nepotrebno provokacijo Britancev. Ker je bil iskana oseba, je živel pod različnimi lažnimi identitetami, ki jih je zamenjal takoj, ko je okolica začela sumiti, kdo je v resnici.
Kasneje je bil na čelu opozicijske stranke Herut, ki jo je ustanovil, izvoljen v izraelski Kneset, vendar je bila stranka do leta 1977, ko je bil izvoljen za predsednika vlade, ves čas v opoziciji. Njegov najodmevnejši dosežek v tej vlogi je bil podpis mirovnega sporazuma z Egiptom po pogajanjih v Camp Davidu, za kar sta z egiptovskim predsednikom Anvarjem Sadatom prejela Nobelovo nagrado za mir. Na podlagi dogovora so se izraelske sile umaknile s Sinaja, ki so ga zavzele med šestdnevno vojno. 
Kasneje je njegova vlada pričela spodbujati gradnjo izraelskih naselbin v Gazi in na Zahodnem bregu. Odnosi z izraelskimi sosedi so se zaostrili, ko je odobril letalsko bombardiranje jedrske elektrarne v Iraku in invazijo na Libanon, ki naj bi bila usmerjena v uničenje PLO-jevih trdnjav v državi in je sprožila libanonsko vojno leta 1982. Vojaške operacije so bile vedno obsežnejše in po pokolih v palestinskih begunskih taboriščih Sabra in Shatila, ki so jih izvedle pro-izraelske falangistične krščanske milice in so šokirali svetovno javnost, je Begin izgubil veliko zaveznikov tako doma, kot tudi po svetu.
Javni pritisk na Begina se je stopnjeval, ker se je vojaški napredek ustavil in je trpelo tudi izraelsko gospodarstvo. Potrt po smrti žene Alize in zaradi naraščajočih zdravstvenih težav leta 1982 se je počasi umaknil iz javnega življenja in dokončno odstopil naslednje leto. Umrl je 9. marca 1992 zaradi srčnega napada.